# Stillleben mit Kaffeetopf und Blumen
Stillleben mit Kaffeetopf und Blumen (teilweise auch als „Vase mit Blumen, Kaffeekanne und Früchte“ benannt) ist ein Gemälde eines unbekannten Künstlers des 19. Jahrhunderts, das jahrzehntelang dem niederländischen Maler Vincent van Gogh (1853–1890) zugeschrieben wurde. Es ist auf den Frühling 1887 datiert, (in einer anderen Quelle auf 1886,) als sich van Gogh in Paris aufhielt.
Das Gemälde misst 41 × 38 cm und ist mit Ölfarben auf Leinwand gemalt. Es ist im Besitz des Von der Heydt-Museums in Wuppertal. Ursprünglich stammt es aus der Sammlung des Bankiers Eduard von der Heydt und wurde nach dem Zweiten Weltkrieg der Stadt geschenkt.

## Beschreibung
Das Bild zeigt ein Stillleben mit einer Kaffeekanne und einen Blumenstrauß in einer Vase, um den Obst gruppiert ist.

## Die Echtheit des Gemäldes
Die Echtheit des Gemäldes und eines weiteren Bildes van Goghs wurde schon 1987 bei einer Ausstellung bezweifelt. Die Zweifel an der Echtheit des Bildes Stillleben mit Kaffeetopf und Blumen reichen bis 1976 zurück.
Im Mai 2008 wurde auf Veranlassung des Museumsleiters Gerhard Finckh dieses und das Gemälde Stillleben mit Krug und Birnen zur Begutachtung den Experten am Forschungsinstitut des Van Gogh-Museums in Amsterdam überlassen. Die Ergebnisse dieser Untersuchung wurden im Oktober 2010 der Presse vorgestellt. Unter anderem wurden bei der Begutachtung  Röntgen- und Pigmentuntersuchungen veranlasst, auch die Maltechnik und auch die verwendeten Materialien wurden untersucht. Das Fazit der Experten lautete, dass beide Gemälde nicht das Werk van Goghs sind.
Das Gemälde verbleibt aber weiterhin im Depot des Von der Heydt-Museums, über den finanziellen Wertverlust wurde gegenüber der Presse keine Angabe gemacht.

weitere Bildversion des Gemäldes
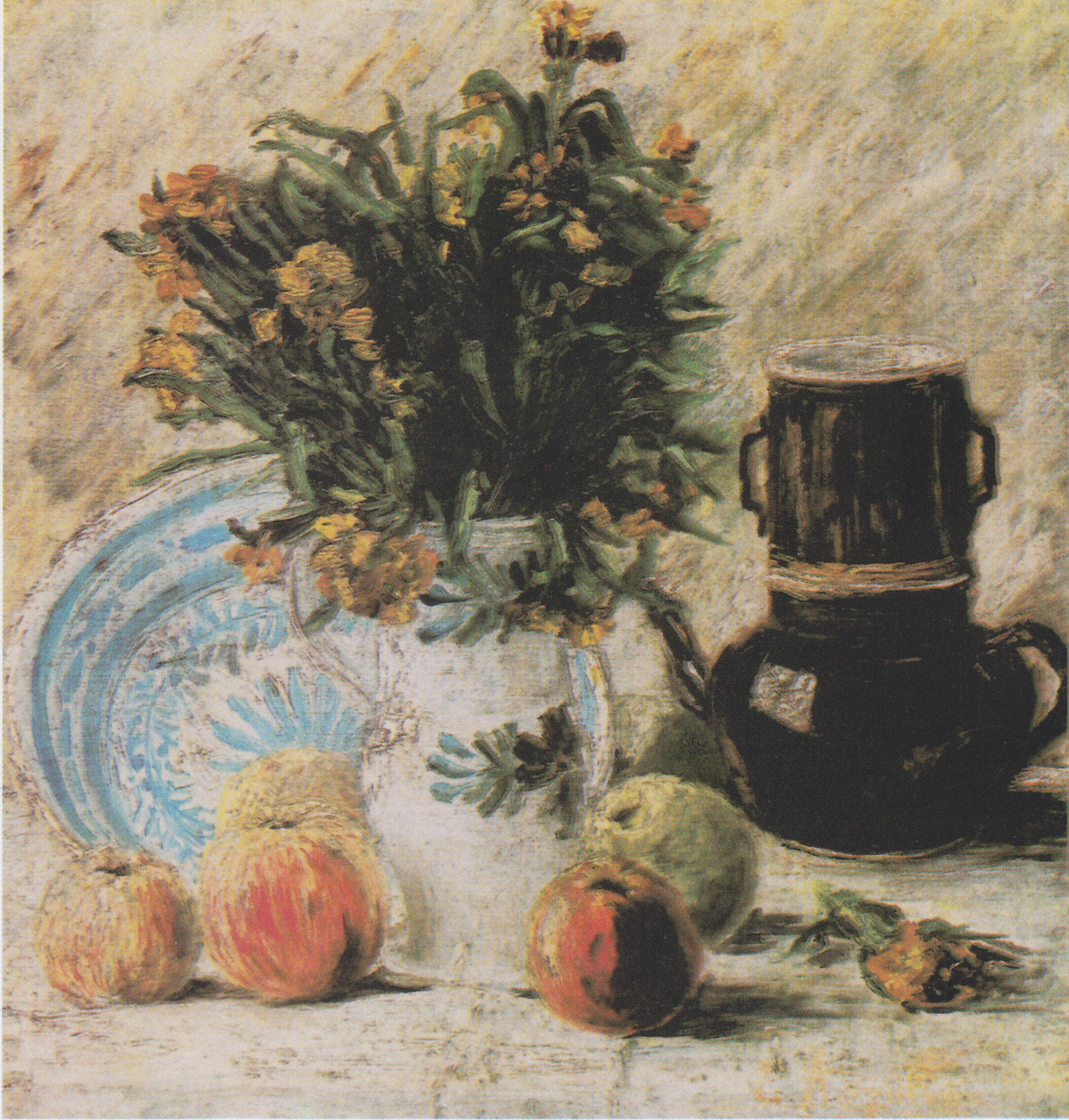